# Amphicarpum
- Commons
- Wikispecies

Amphicarpum  Kunth é um género botânico pertencente à família Poaceae, subfamília Panicoideae, tribo Paniceae.
São nativas da América do Norte.

## Espécies
Apresenta cinco espécies:
- Amphicarpum amphicarpon Nash
- Amphicarpum floridanum Chapman
- Amphicarpum muhlenbergianum (Schult.) Hitchc.
- Amphicarpum muehlenbergianum (Schult.) Hitchc.
- Amphicarpum purshii Kunth